# Fehértorkú lábasguvat
A fehértorkú lábasguvat (Mesitornis variegatus) a madarak osztályának a lábasguvatalakúak (Mesitornithiformes) rendjébe tartozó, és a lábasguvatfélék (Mesitornithidae) családjába tartozó faj.

## Előfordulása
Madagaszkár északi és nyugati részén honos, öt nagyobb, egybefüggő élőhelye ismert. Lombhullató trópusi esőerdők avarszintjén élő faj, táplálékát szinte kizárólag gyalogszerrel keresi a lehullott lomb között.

## Megjelenése
Testhossza mintegy 30-32 centiméter, fejének csíkozott mintázata alapján különíthető el legegyszerűbben legközelebbi rokonától, a barna lábasguvattól: Feje teteje és szemsávja sötétebb barna, szeme fölött és alatt egy-egy világosabb sáv húzódik, torka pedig egészen világos. Felsőteste nagyrészt egyszínű barna, melle és hasoldala világosabb, foltozott.

## Életmódja
Jellemzően gerinctelen állatokkal, rovarokkal táplálkozik, melyeket a lehullott lomb között vadászgatva, a lombréteg alól és a levelek közül szedeget fel. Kis létszámú, többnyire 2-4 példányból álló csapatokban mozog. Fennmaradását az erdőtüzek és a vadászat is veszélyezteti.